# K'arkatar
K'arkatar är ett berg i Armenien.   Det ligger i provinsen Vajots Dzor, i den centrala delen av landet, 70 kilometer sydost om huvudstaden Jerevan. Toppen på K'arkatar är 2 664 meter över havet.
Terrängen runt K'arkatar är kuperad åt nordväst, men åt sydost är den bergig. Närmaste större samhälle är Yeghegnadzor, 17,7 kilometer sydost om K'arkatar. 
Trakten runt K'arkatar består i huvudsak av gräsmarker. Runt K'arkatar är det ganska glesbefolkat, med 28 invånare per kvadratkilometer.